# Metapa de Domínguez
Metapa es una localidad del estado mexicano de Chiapas. Metapa, el significado etimológico es “Río de los magueyes”, fue una aldea de la antigua provincia del Xoconochco. En el primer censo de población levantado en 1611, aparece con 50 habitantes y con 327 en la época de la independencia de Chiapas y del Soconusco de la Capitanía General de Guatemala y de la corona española. El 23 de diciembre de 1958, se le agrega, tanto al municipio como al pueblo de Metapa, el apellido Domínguez en homenaje a la memoria del Dr. Belisario Domínguez, héroe civil de México. Pertenece al XII Distrito Electoral Federal de Chiapas.

## Medio Físico

### Localización
Se localiza en la Llanura Costera del Pacífico, presentando un relieve plano. Sus coordenadas son 14° 50′ N y 92° 11′ W, Su altitud es de 100 m. Limita al norte y oeste con el municipio de Tuxtla Chico, al sur con el municipio de Frontera Hidalgo y al oriente con la República de Guatemala.

### Extensión
La extensión territorial es de 101.80 km² que equivale al 1.85% de la superficie región Soconusco y el 0.13% de la superficie del estado. 

### Orografía
El relieve del municipio está compuesto por zonas planas, debido a que se encuentra en las llanuras del pacífico.

### Hidrografía
Los recursos hidráulicos lo componen los ríos Suchiate y el Cosalapa y los arroyos Texcaltic y San Antonio.

### Clima
El clima del municipio es cálido húmedo con lluvias en verano, en la cabecera municipal la temperatura media anual es de 27.3 °C con una precipitación media anual de 2,165 milímetros anuales.

## Principales Ecosistemas

### Flora
La vegetación es de selva alta por lo que su flora está compuesta por una gran variedad de especies de las cuales las más importantes son: cuchunuc, coyol, guanacaste, guapinol, morro, palo mulato y quebracho.

### Fauna
La flora del municipio está formada por una gran variedad de especies de las cuales sobresalen las siguientes: boa, cantil, iguana de ribera, tortuga crucilla, chachalaca copetona, garcita verde, loro, urraca copetona, armadillo, leoncillo, liebre, venado cola blanca y zorrillo rayado. y una gran especie de animales.

### Clasificación y Uso del Suelo
El municipio está compuesto geológicamente por terrenos cuaternario, los tipos de suelo predominante son: nitosol, su uso es principalmente agrícola correspondiendo el 90% de su territorio a terrenos ejidales, el 7% a propiedad privada y el restante 3% a terrenos nacionales.

## Población
De acuerdo a los resultados que presentó el II Conteo de Población y Vivienda en el 2005, en el municipio habitan un total de 16 personas que hablan alguna lengua indígena.
La población total del municipio es de 4,794 habitantes, representa 0.72% de la regional y 0.12% de la estatal; el 49.50% son hombres y 50.50% mujeres. Su estructura es predominantemente joven, 62% de sus habitantes son menores de 30 años y la edad mediana es de 22 años.En el período comprendido de 1990 al 2000, se registró una Tasa Media Anual de Crecimiento (TMAC) del 1.97 %, el indicador en el ámbito regional y estatal fue de 1.41% y 2.06% respectivamente. La dinámica demográfica municipal en este lapso, presentó un incremento de 833 habitantes, de continuar con esta tendencia la población se duplicará en aproximadamente 36 años, para entonces habrá alrededor de 9,588 habitantes.
La población total del municipio se distribuye de la siguiente manera 51.92% vive en una localidad urbana y el 48.08% en 6 localidades rurales.
Hacia el año 2000 se observó una densidad de población de 47 habitantes por km², el regional es de 121 y el estatal de 52 habitantes. La Tasa Global de Fecundidad (TGF) para el año 2000, fue de 2.29 hijos por mujer en edad reproductiva, mientras que la TGF de la región fue de 3.00 y la del estado 3.47. La inmigración es del 2.13%; quienes llegaron provienen principalmente de otro país y de los estados de México, Veracruz-Llave y Distrito federal; el indicador regional es de 1.83% y el estatal de 3.16 por ciento. 
| Concepto | Población Total | Urbana | Rural |
| Total    | 5033            | 2610   | 2423  |
| %        | 100             | 51.86  | 48.14 |
| Hombres  | 2432            | 1227   | 1205  |
| Mujeres  | 2601            | 1383   | 1218  |

El 67.18% de la población profesa la religión católica, 9.51% protestante, 4.21% bíblica no evangélica y 17.91% no profesa credo. En el ámbito regional el comportamiento es: católica 58.98%, protestante 13.79%, bíblica no evangélica 6.47% y el 19.60% no profesa credo. Mientras que en el estatal es 63.83%, 13.92%, 7.96% y 13.07% respectivamente. De acuerdo a los datos publicados en el año 2000, por el Consejo Nacional de Población (CONAPO) se presenta un grado de marginación alto, mostrando una leve mejoría según lo medido en el índice de desarrollo humano
| Noroeste: Tuxtla Chico     | Norte: Tuxtla Chico   | Nordeste: Guatemala |
| Oeste: Tuxtla Chico        |                       | Este: Guatemala     |
| Suroeste: Frontera Hidalgo | Sur: Frontera Hidalgo | Sureste: Guatemala  |